# Baculomeris schmidti
Baculomeris schmidti är en loppart som först beskrevs av Hamilton Paul Traub 1950.  Baculomeris schmidti ingår i släktet Baculomeris och familjen fågelloppor. Inga underarter finns listade i Catalogue of Life.